# Monsanto Company
Monsanto (NYSE MON) és una companyia multinacional estatunidenca dedicada actualment a la biotecnologia agrícola.
Monsanto s'autoanuncia com una companyia d'agricultura que aplica la innovació i la tecnologia per ajudar els grangers arreu del món a produir més quantitat de collita, amb productes sans per al consum humà i del bestiar, i de baix impacte al medi ambient.
Va ser l'obtentora i primera comercialitzadora de l'herbicida glifosat amb la marca Roundup, patentat el 1970 i comercialitzat per Monsanto a partir del 1973. L'any 2000 expirà la patent i en l'actualitat és comercialitzat per moltes altres companyies. El glifosat és l'herbicida més emprat als Estats Units d'Amèrica.
És el principal productor mundial de llavors genèticament modificades, que sovint incorporen un gen de resistència al seu herbicida glifosat, com per exemple les llavors de soia que anomena Roundup Ready. El 90% de les plantes modificades genèticament en el món pertanyen a Monsanto.
El 2007 tenia una plantilla mundial de 18.800 persones i uns ingressos de 8,5 bilions de dòlars americans.
El 2016 Bayer va anunciar la compra de Monsanto per un import de 58.800 milions d'euros.

## Història
Va ser fundada a Saint Louis (Missouri) el 1901 pel farmacèutic John Francis Queeny. Al principi subministrava sacarina i cafeïna a la companyia Coca-Cola. A partir de 1940 començà a produir derivats plàstics i participà en el desenvolupament de la bomba atòmica. El 1947 les seves instal·lacions de Texas van patir el pitjor accident industrial dels Estats Units. En la dècada de 1960 era el principal productor de l'anomenat agent taronja utilitzat en la Guerra del Vietnam.
L'any 1985, Monsanto començà la producció d'aspartam, un edulcorant artificial que ha estat considerat per alguns estudis com a perillós per la salut. La patent caducà el 1992 i, al cap d'uns anys (2000), la multinacional es vengué la subsidiària que en fabricava. Des d'aquest any va deixar de vendre'l.
A partir de 1997 va orientar les seves activitats a la biotecnologia.

## Primera fabricació de LEDs
El 1968, es va convertir en la primera companyia a iniciar la producció en massa del primer tipus de díode emissor de llum (visible) (LEDs), utilitzant l'arsenur (fosfur) de gal·li. Això va marcar el començament de l'era de l'actual LED per a il·luminació, encara que al principi eren de baixa intensitat. De 1968 a 1970, les vendes es van duplicar cada pocs mesos. Els seus productes (LEDs discrets i pantalles numèriques de set segments) es van convertir en els estàndards de la indústria. Els principals mercats van ser llavors les calculadores electròniques, rellotges digitals i altres tipus d'aplicacions amb pantalla digital. Monsanto es convertí en la pionera en el camp de la optoelectrònica durant la dècada de 1970, i més tard va traspassar el negoci a HP.

## Controvèrsies
La companyia Monsanto ha generat gran controvèrsia degut a la producció de collites i de llet resultats de la manipulació genètica (organisme modificat genèticament, OMG) i compostos químics, que són o podrien ser perjudicials per a la salut humana i/o el medi ambient segons estudis independents a la companyia.

### Roundup
L'any 1996 Monsanto va ser acusat de mala conducta per anunciar que l'herbicida Roundup era biodegradable i segur per al medi ambient. El gener del 2007 Monsanto va ser condemnat per aquesta causa, ja que el principi actiu del Roundup, el glifosat, està classificat per la Unió Europea com a perillós per al medi ambient i tòxic per als organismes aquàtics.
En dues ocasions l'Agència per la Protecció del Medi Ambient dels EUA (EPA) ha condemnat científics contractats per Monsanto per falsificar, de forma deliberada, els resultats d'assaigs en l'estudi del glifosat.

### MON863
El MON863 és una varietat de blat de moro modificada genèticament (OMG) resistent a la larva d'un escarabat que la infecta i destinat al consum humà. Estudis fets en rates han assenyalat que el MON863 causa un increment en indicadors de toxicitat en el fetge i el ronyó. La companyia Monsanto respongué que no trobava les dades estadísticament significatives, així com ho feia l'Autoritat Europea de Seguretat Alimentària. El MON863 és aprovat per al consum humà al Japó, Mèxic, Canadà, Corea del sud, Taiwan, els EUA, i a la Unió Europea.

### Somatotropina bovina recombinant

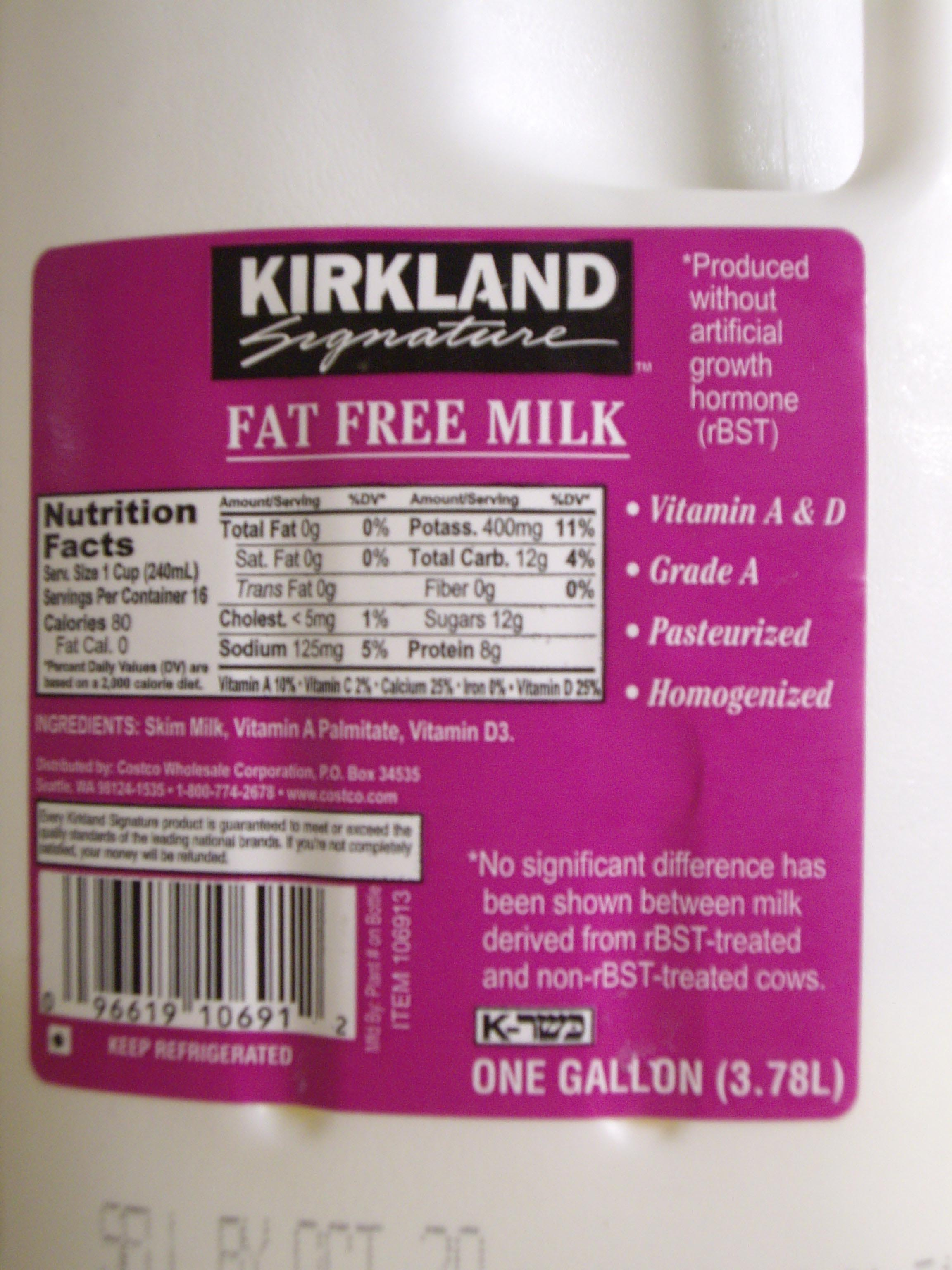
Etiqueta de llet de vaca no tractada amb l'hormona sintètica als EUA

La somatotropina, també coneguda com l'hormona del creixement, pot produir-se artificialment usant tecnologia d'ADN recombinant. Aquesta hormona recombinant s'injecta directament a les vaques per augmentar-ne la quantitat de llet produïda. Monsanto és l'única companyia que produeix aquesta hormona recombinant sota el nom de Polisac.
L'ús de l'hormona recombinant ha estat polèmic pel perill en la salut del bestiar boví que rep l'hormona, així com per a la humana en consumir llet produïda per les vaques tractades.
- Perill per a la salut del bestiar boví

Estudis fets sobre l'ús de l'hormona recombinant mostren que, si bé hi ha un increment de llet de l'11-16% del volum, les vaques pateixen un 25% més de risc d'inflamació de les glàndules mamàries (mastitis), redueixen en un 40% la seva fertilitat, i tenen un 55% més de risc de desenvolupar signes de debilitat. El tractament empitjora la condició física de les vaques i un augment en el risc d'infecció de les glàndules mamàries que fa que es pugui produir pus que es barregi amb la llet.
Donada l'amenaça per a la salut de les vaques tractades, la Unió Europea i Canadà han prohibit l'ús de l'hormona.
Als Estats Units d'Amèrica l'hormona recombinant és venuda arreu tret de a l'estat de Michigan. Segons la mateixa companyia Monsanto, una tercera part de les vaques dels EUA són tractades amb Polisac.
- Perill per a la salut humana

Tot i que la FDA ha sentenciat que l'ús de l'hormona del creixement en vaques no representa cap amenaça per a la salut pública, diferents organitzacions de consumidors han expressat les seves preocupacions, no només per la mateixa presència de l'hormona en la llet sinó per altres hormones que el tractament altera.

### Aspartam
L'aspartam o E951 és un edulcorant artificial. El seu poder edulcorant s'aproxima al de la sacarina, encara que se li atribuïx la generació de tumors cerebrals, ceguesa i convulsions. Estudis acceptats per organitzacions governamentals a nivell mundial asseguren que no és cert. El seu consum està molt estès en grans empreses.
Està prohibit a individus que pateixen de fenilcetonúria. És una font important de fenilalanina i manitol, l'excés dels quals pot produir trastorns com la diarrea, tot això a causa d'un desequilibri basat en l'acció del manitol que té a veure amb l'absorció aquosa per part de l'intestí prim.

### PCB
El PCB o bifenil policlorat és una família de compostos usada massivament fins als voltants del 1970 com a aïllants en aparells elèctrics. El major comerciant a nivell mundial va ser Monsanto, que el 1935 havia adquirit l'empresa que els fabricava. El Programa de les Nacions Unides per al Medi Ambient l'ha classificat com un dels contaminants més nocius fet per l'home i actualment el seu ús s'ha prohibit pràcticament en tot el món.